# Kanelisaaret (ö, lat 61,79, long 28,46)
Kanelisaaret är en ö i Finland. Den ligger i sjön Pihlajavesi och i kommunen Sulkava i den ekonomiska regionen  Nyslotts ekonomiska region  och landskapet Södra Savolax, i den sydöstra delen av landet, 260 km nordost om huvudstaden Helsingfors. Öns area är 3,8 hektar och dess största längd är 370 meter i nord-sydlig riktning.  Notera att namnet antyder att det är fråga om flera öar.